# Lystrup Å
Lystrup Å er en 2,7 km lang å i Midtjylland der begynder ved nordbredden af Kulsø og løber derfra i
en nordlig retning til udløbet i Salten Å. Åen adskiller Snabegård Skov og Velling Skov og ligger i Natura 2000-område nr. 53 Sepstrup Sande, Vrads Sande, Velling Skov og Palsgård Skov. Den nedre del er målsat som gyde- og yngelopvækstområde for
laksefisk.
Ved Lystrupminde er der et stemmeværk med faldhøjde ca. 4,3 m. Fra mølledammen ledes vandet gennem en betonkanal under Vrads-Bryrup-vejbroen til stemmeværkets nedstrømsbro.
Opstemningen har ikke været udnyttet i mange år, og i 1995 blev der anlagt en faunapassage bestående af 36 m rørgennemløb efterfulgt af et
109 m langt omløbsstryg. Ved Lystrupminde ligger Lystrupminde Naturskole .